# 帕米尔扇穗茅
帕米尔扇穗茅（学名：Littledalea alaica）为禾本科扇穗茅属下的一个种。

## 扩展阅读
- 維基物種上的相關：帕米尔扇穗茅